# Dinophysis
Dinophysis es un dinoflagelado de costas y aguas oceánicas que incluye más de 200 especies. Cuando proliferan pueden formar las llamadas mareas rojas. Varias especies son causantes de producir ácido okadaico, toxina causante de la intoxicación diarreica por moluscos (DSP) en humanos y que afecta la industria del mejillón. Pueden ser heterótrofos o mixótrofos, y solo los mixótrofos presentan este tipo de toxicidad.

## Cleptoplastia
Los mixótrofos adquieren la fotosíntesis por captura de los plastos de microalgas que depredan (cleptoplastia). Los plastos son temporales pues no se integran a la maquinaria celular. En diferentes casos se han encontrado plastos de origen criptófito y haptófito, además de cianobacterias ectosimbiontes.
La adquisición del metabolismo fotosintético puede darse por cleptoplastia secundaria, es decir, mediante el secuestro de los plastos de otro cromista que previamente haya secuestrado los plastos de ciertas microalgas, como coloquialmente se diría: ladrón que roba ladrón, tal como sucede por ejemplo con Dinophysis acuminata y otros Dinophysis, que depredan al ciliado cleptoplástico Myrionecta rubra, que a su vez captura microalgas criptofíceas del género Teleaulax con el fin de apoderarse de sus plastos.

## Taxonomía
De acuerdo con el Registro Mundial de Especies Marinas, incluye las siguientes especies:
- Dinophysis acuminata Claparède & Lachmann, 1859
- Dinophysis acuta Ehrenberg, 1839
- Dinophysis acutissima Gaarder, 1954
- Dinophysis aggregata Weber-van Bosse
- Dinophysis alata E.G.Jørgensen
- Dinophysis allieri P.Gourret
- Dinophysis amandula (Balech) Sournia, 1973
- Dinophysis amphora Balech, 1971
- Dinophysis amygdala O.W.Paulsen
- Dinophysis anabilis Abé, 1967
- Dinophysis antarctica Balech, 1957
- Dinophysis antarcticum Balech
- Dinophysis apicata (Kofoid & Skogsberg) Abé
- Dinophysis apicatum (C.A.Kofoid & T.Skogsberg) T.H.Abé
- Dinophysis apiculata Meunier, 1910
- Dinophysis arctica Mereschkowsky, 1879
- Dinophysis argus (Stein) Abé
- Dinophysis armata E.Daday
- Dinophysis atlantica Ehrenberg
- Dinophysis balechii D.R.Norris & L.D.Berner, 1970
- Dinophysis baltica (Paulsen) Kofoid & Skogsberg
- Dinophysis bibulba Balech, 1971
- Dinophysis biceps Schiller
- Dinophysis bihastata V.Hensen
- Dinophysis bipartita (C.A.Kofoid & T.Skogsberg) Balech
- Dinophysis bipes V.Hensen
- Dinophysis boehmii O.W.Paulsen
- Dinophysis braarudi (O.Nordli) balechii
- Dinophysis braarudii (O.Nordli) Balech, 1967
- Dinophysis capitulata Balech, 1967
- Dinophysis carinata N.Peters
- Dinophysis carpentariae Wood, 1963
- Dinophysis cassubica J.Woloszynska
- Dinophysis caudata Saville-Kent, 1881
- Dinophysis collaris Kofoid & Michener, 1911
- Dinophysis complanata (K.R.Gaarder) Balech
- Dinophysis conjuncta D.Parra-Toriz, K.Esqueda-Lara & D.U.Hernández-Becerril, 2013
- Dinophysis contracta (Kofoid & Skogsberg) Balech, 1967
- Dinophysis cornuta (N.Peters) Balech, 1967
- Dinophysis crassior Paulsen, 1949
- Dinophysis cuneiformis L.A.Mangin
- Dinophysis cuneiformis A.F.Meunier
- Dinophysis curvata Schiller, 1933
- Dinophysis cyrtoptera Balech, 1978
- Dinophysis dens Pavillard, 1915
- Dinophysis dentata Schiller, 1928
- Dinophysis doryphorides (P.A.Dangeard) Balech
- Dinophysis dubia Balech, 1978
- Dinophysis ellipsoidea L.A.Mangin
- Dinophysis elongata (Jörgensen) Abé
- Dinophysis equalantii Balech, 1971
- Dinophysis exigua Kofoid & Skogsberg, 1928
- Dinophysis expulsa Kofoid & Michener, 1911
- Dinophysis fava (C.A.Kofoid & J.R.Michener) Balech
- Dinophysis fimbriata (C.A.Kofoid & J.R.Michener) Balech
- Dinophysis fortii Pavillard, 1924
- Dinophysis fortunata Sournia, 1973
- Dinophysis gaarderae Sournia, 1973
- Dinophysis galea C.-H.-G.Pouchet
- Dinophysis gigantea (Kofoid & Michener) Balech
- Dinophysis granii Paulsen, 1949
- Dinophysis granulata Cleve
- Dinophysis groenlandica (Schiller) Balech
- Dinophysis hasleae Balech, 1973
- Dinophysis hastata Stein, 1883
- Dinophysis hyalina Wood, 1963
- Dinophysis inaequalis P.Gourret
- Dinophysis indica V.Srinivasan
- Dinophysis infundibulum J. Schiller, 1928
- Dinophysis intermedia Cleve, 1900
- Dinophysis irregulare (Lebour) Balech
- Dinophysis irregularis (Lebour) Balech, 1967
- Dinophysis islandica Paulsen, 1949
- Dinophysis jibbonensis (E.J.F.Wood) Balech
- Dinophysis joergersenii Kofoid & Skogsberg, 1928
- Dinophysis kofoidii E.H.Jörgensen
- Dinophysis lachmanni O.W.Paulsen
- Dinophysis lacrima (Gaarder) Balech, 1967
- Dinophysis laevis Claparède & Lachmann, 1859
- Dinophysis lapidistrigiliformis Abé, 1967
- Dinophysis lata (Gaarder) Balech, 1967
- Dinophysis laticincta Balech, 1979
- Dinophysis lativelata (C.A.Kofoid & T.Skogsberg) Balech
- Dinophysis lens (Kofoid & Skogsberg) Balech
- Dinophysis levanderi J.Woloszynska
- Dinophysis limbata (Kofoid & Michener) Balech
- Dinophysis lindemanni J.Schiller
- Dinophysis longialata Gran & Braarud, 1935
- Dinophysis longi-alata H.H.Gran & T.Braarud, 1935
- Dinophysis meteori A.Böhm
- Dinophysis meteorii Böhm, 1933
- Dinophysis meunieri Schiller, 1928
- Dinophysis michaelis Ehrenberg
- Dinophysis micheneri Sournia, 1973
- Dinophysis micropleura Balech, 1971
- Dinophysis micropterygia P.Dangeard, 1927
- Dinophysis microstrigiliformis Abé, 1967
- Dinophysis miles Cleve, 1900
- Dinophysis minuta (Cleve) Balech
- Dinophysis mitroides Sournia, 1973
- Dinophysis modesta (Böhm) Balech, 1967
- Dinophysis monacantha Kofoid & Skogsberg, 1928
- Dinophysis moncantha C.A.Kofoid & T.Skogsberg
- Dinophysis moresbyensis Wood, 1963
- Dinophysis mucronata (Kofoid & Skogsberg) Sournia, 1973
- Dinophysis nastum (F.Stein) M.Parke & P.S.Dixon
- Dinophysis nasuta (Stein) Parke & Dixon, 1968
- Dinophysis neolenticula Sournia, 1973
- Dinophysis nias Karsten, 1907
- Dinophysis norvegica Claparède & Lachmann, 1859
- Dinophysis odiosa (Pavillard) Tai & Skogsberg, 1934
- Dinophysis okamurae Kofoid & Skogsberg, 1928
- Dinophysis operculata (Stein) Balech, 1967
- Dinophysis operculoides (Schütt) Balech, 1967
- Dinophysis opposita Wood, 1963
- Dinophysis ovata Claparéde & Lachmann, 1859
- Dinophysis oviformis Chen & Ni, 1988
- Dinophysis ovum (F.Schütt) T.H.Abé
- Dinophysis pacifica Wood, 1963
- Dinophysis paralata Sournia, 1973
- Dinophysis parva Schiller, 1928
- Dinophysis parvula (Schütt) Balech, 1967
- Dinophysis paulseni (Schiller) Balech
- Dinophysis pavillardi J.L.B.Schröder
- Dinophysis pedunculata
- Dinophysis pellucidum Levring
- Dinophysis perforata Sournia, 1973
- Dinophysis phalacromoides (E.H.Jörgensen) F.Gómez, P.Lopez-Garcia & D.Moreira, 2011
- Dinophysis planiceps (Schiller) Balech, 1967
- Dinophysis pluripes V.Hensen
- Dinophysis porodictyum (Stein) Abé
- Dinophysis porodictyum (F.Stein) Balech
- Dinophysis porosa (C.A.Kofoid & J.R.Michener) Balech
- Dinophysis porosa V.Hensen
- Dinophysis protuberans (C.A.Kofoid & T.Skogsberg) Balech
- Dinophysis pugiuncula (Jørgensen) Balech
- Dinophysis pulchella (Lebour) Balech, 1967
- Dinophysis pulchra (Kofoid & Michener) Balech
- Dinophysis punctata Jörgensen, 1923
- Dinophysis pusilla Jørgensen, 1923
- Dinophysis pyriformis (C.A.Kofoid & T.Skogsberg) Balech
- Dinophysis recurva Kofoid & Skogsberg, 1928
- Dinophysis rete Sournia, 1973
- Dinophysis reticulata Gaarder, 1954
- Dinophysis richardi (J.Pavillard) Balech
- Dinophysis richardii (Pavillard) Balech, 1967
- Dinophysis robusta Gran & Braarud, 1935
- Dinophysis rotundiformis L.-S.Tai & T.Skogsberg
- Dinophysis rudgei Murray & Whitting, 1899
- Dinophysis rudgei (G.Murray & F.G.Whitting) T.H.Abé
- Dinophysis rugosa Kofoid & Michener, 1911
- Dinophysis ruudi (T.Braarud) Balech
- Dinophysis ruudii (Braarud) Balech, 1967
- Dinophysis sacculus Stein, 1883
- Dinophysis scabra Sournia, 1973
- Dinophysis schilleri Sournia, 1973
- Dinophysis schroederi Pavillard, 1909
- Dinophysis schuettii Murray & Whitting, 1899
- Dinophysis semen Meunier, 1910
- Dinophysis semicarinata
- Dinophysis siankanensis Almazán & Hernández-Becerril, 2002
- Dinophysis similis Kofoid & Skogsberg, 1928
- Dinophysis simplex Böhm, 1933
- Dinophysis skagi O.W.Paulsen
- Dinophysis sourniai Balech, 1978
- Dinophysis sphaerica Stein, 1883
- Dinophysis sphaeroidea V.Hensen
- Dinophysis sphaeroidea (J.Schiller) Balech
- Dinophysis spinata (N.Peters) Balech, 1967
- Dinophysis spinosa Rampi, 1950
- Dinophysis striata (Schutt) Abe
- Dinophysis subcircularis Paulsen, 1949
- Dinophysis swezyae Kofoid & Skogsberg, 1928
- Dinophysis symmetrica (Gaarder) Balech, 1967
- Dinophysis taii Balech
- Dinophysis tailisunii Chen & Ni, 1988
- Dinophysis taylorii Hernandez-Becerril, 1992
- Dinophysis tenuivelata Balech, 1973
- Dinophysis thompsonii (E.J.F.Wood) Balech, 1967
- Dinophysis trapezium Kofoid & Skogsberg, 1928
- Dinophysis triacantha Kofoid, 1907
- Dinophysis triangulare (E.J.F.Wood) Balech
- Dinophysis tripes V.Hensen
- Dinophysis tripos Gourret, 1883
- Dinophysis truncata Cleve, 1901
- Dinophysis tuberculata Mangin, 1926
- Dinophysis turbinea (Kofoid & Michener) Balech, 1967
- Dinophysis umbosa Schiller, 1928
- Dinophysis uracantha Stein, 1883
- Dinophysis uracanthoides (Jorgensen) F.Gomez, P.Lopez-Garcia & D.Moreira, 2011
- Dinophysis urceola Kofoid & Skogsberg, 1928
- Dinophysis vasta (F.Schütt) Balech
- Dinophysis vastiformis (L.-S.Tai & T.Skogsberg) Balech
- Dinophysis ventricosa (J.Pavillard) P.A.Dangeard
- Dinophysis ventricosa Claparède & Lachmann
- Dinophysis vermiculata C.-H.-G.Pouchet
- Dinophysis vertex Meunier, 1910
- Dinophysis whiteleggei (Wood) Balech, 1967